# Nick Dempsey
Pour les articles homonymes, voir Dempsey.
Nick Dempsey, né le 13 août 1980 à Norwich (Royaume-Uni), est un véliplanchiste britannique.

## Biographie
Après une seizième place aux  Jeux olympiques d'été de 2000, Nick Dempsey remporte la médaille de bronze aux Jeux olympiques d'été de 2004 à Athènes. Il termine huitième des Jeux olympiques de 2008 avant de remporter la médaille d'argent olympique en 2012.
La navigatrice britannique Sarah Ayton est son ex-femme.